# 23S rRNK (adenin2503-C2,C8)-dimetiltransferaza
23S rRNK (adenin2503-2,8)-dimetiltransferaza (EC 2.1.1.194, Cfr, Cfr metiltransferaza, Cfr rRNK metiltransferaza) je enzim sa sistematskim imenom S-adenozil--metionin:23S rRNK (adenin2503-2,8)-dimetiltransferaza. Ovaj enzim katalizuje sledeću hemijsku reakciju
2 -adenozil--metionin + adenin2503 u 23S rRNK {\displaystyle \rightleftharpoons } 2 S-adenozil-L-homocistein + 2,8-dimetiladenin2503 u 23S rRNK
Ovaj enzim sadrži [] klaster. Cfr je plazmidom unesena metiltransferaza koja štiti ćelije od dejstva antibiotika. Cfr metiliše poziciju 2 ostatka A2503 nakon što je primarna metilacija u poziciji 8 završena, cf. 23S rRNK (adenin2503-2)-metiltransferaza (EC 2.1.1.192).

## Literatura
- Nicholas C. Price; Lewis Stevens (1999). Fundamentals of Enzymology: The Cell and Molecular Biology of Catalytic Proteins (Third изд.). USA: Oxford University Press. ISBN 019850229X.
- Eric J. Toone (2006). Advances in Enzymology and Related Areas of Molecular Biology, Protein Evolution (Volume 75 изд.). Wiley-Interscience. ISBN 0471205036.
- Branden C; Tooze J. Introduction to Protein Structure. New York, NY: Garland Publishing. ISBN 0-8153-2305-0.
- Irwin H. Segel. Enzyme Kinetics: Behavior and Analysis of Rapid Equilibrium and Steady-State Enzyme Systems (Book 44 изд.). Wiley Classics Library. ISBN 0471303097.

## Spoljašnje veze
- 23S+rRNA+(adenine2503-C2,C8)-dimethyltransferase на 